# Verteilergetriebe

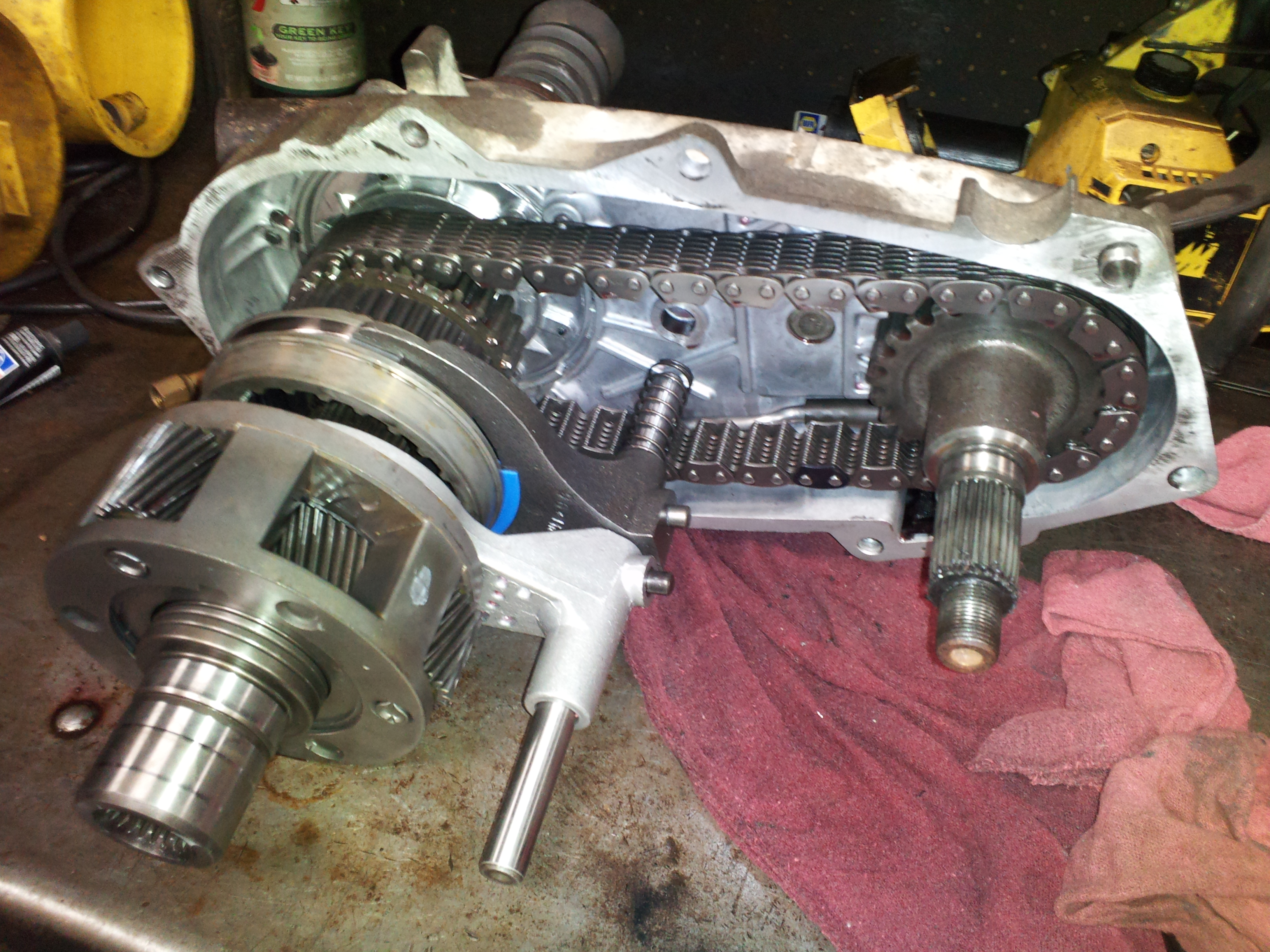
Geöffnetes Verteilergetriebe aus einem SUV der Marke Jeep

Verteilergetriebe sind Getriebe, die das Eingangsdrehmoment auf mehrere Abtriebe aufteilen. Häufig werden sie bei Fahrzeugen als Differentialgetriebe verwendet, um unterschiedliche Drehzahlen der angetriebenen Räder bzw. Achsen zu kompensieren.

## Anwendung im KFZ
Ein Verteilergetriebe wird oft bei Kraftfahrzeugen mit Allradantrieb eingesetzt und ist in der Regel nach dem Fahrzeuggetriebe im Kraftfluss angebracht. Dort verteilt es das vom Motor erzeugte und vom Fahrzeuggetriebe übersetzte Drehmoment an zwei angetriebene Achsen oder Achsgetriebe mit Durchtrieb, falls das Fahrzeug mehr als zwei Achsen hat. (z. B. bei allradgetriebenen dreiachsigen 6×6 LKW), je nach Bauart mit permanentem oder durch den Fahrer schaltbaren Durchtrieb.
Das Verteilergetriebe ist durch eine oder mehrere der folgenden Bauteile gekennzeichnet:
- Einbauposition (vom Motor in Richtung des Kraftflusses gesehen) nach dem Fahrzeuggetriebe
- Beim differentialgesteuerten Allradantrieb: Ein Differential oder ein Planetengetriebe, welches die Kraft auf zwei Abtriebswellen aufteilt
- Beim kupplungsgesteuerten Allradantrieb: Eine starre Kupplung ohne Drehzahlausgleich oder eine automatische Kupplung (z. B. Visco-Kupplung, Haldex-Kupplung) oder ganz ohne Kupplung, wenn diese beispielsweise an den Rädern (Freilaufnaben) geschaltet werden
- Eine Kette (kostengünstig) oder ein Zahnradsatz, falls der Achsversatz einer Abtriebswelle erforderlich ist

Wenn ein Fahrzeug ein Verteilergetriebe besitzt, dann kann immer mehr als eine Achse angetrieben werden. Bei Lkw gibt es beispielsweise 6×4- oder 6×6-Antriebskonzepte, d. h. von 6 Rädern werden 4 (6×4) oder alle 6 (6×6) angetrieben. Hier sind ein oder zwei Verteilergetriebe notwendig.